# Prometheus (Mond)
Prometheus (auch Saturn XVI) ist der (von innen gezählt) fünfte und zwölftgrößte der 274 bekannten Monde des Planeten Saturn. Als sogenannter Schäfermond umkreist er den Planeten in der Roche-Teilung innerhalb des F-Rings der Saturnringe und stabilisiert diesen zusammen mit dem außerhalb kreisenden Partnermond Pandora.
Der zarte F-Ring schließt direkt an den hellen, im Fernrohr sichtbaren A-Ring an, ist aber von der Erde aus nicht beobachtbar.

## Entdeckung und Benennung
Prometheus wurde Mitte Oktober 1980 von den Astronomen Stewart A. Collins und D. Carlson gleichzeitig mit Pandora bei Auswertungen von Aufnahmen der Raumsonde Voyager 1, die am 12. November 1980 den Saturn passierte, bereits vor dem Vorbeiflug der Sonde entdeckt.
Am 31. Oktober 1980 wurde die Entdeckung von der Internationalen Astronomischen Union (IAU) bekannt gegeben; der Mond erhielt zunächst die vorläufige Bezeichnung S/1980 S 27. Diese hohe Nummerierung resultierte aus der Meinung, dass Saturn bislang 27 Monde besaß, was sich später als Übertreibung herausstellte. Da viele der "neu entdeckten" Monde bereits bekannt waren, reduzierte sich die Anzahl auf 16, womit Prometheus der 16. entdeckte und bestätigte Saturnmond war. Durch die gleichzeitige Entdeckung von Pandora und den kurz danach entdeckten Atlas wurden die römischen Nummerierungen nach der aufsteigenden Reihenfolge der Entfernungen zu Saturn vergeben; Prometheus erhielt dadurch die Nummer XVI, passend zur Entdeckung als 16. Saturnmond.
Relativ spät, am 3. Januar 1986 – gleichzeitig mit Pandora und dem Plutomond Charon – wurde der Mond dann nach dem Titanen Prometheus aus der Griechischen Mythologie benannt.
Der Name bedeutet „der Vorausdenkende“. Von seinen Beinamen sind neben Pyrphoros („Feuerbringer“), unter anderem Iapetionides („Sohn des Iapetos“) und Desmotes („Gefesselter“) bekannt.

## Bahneigenschaften

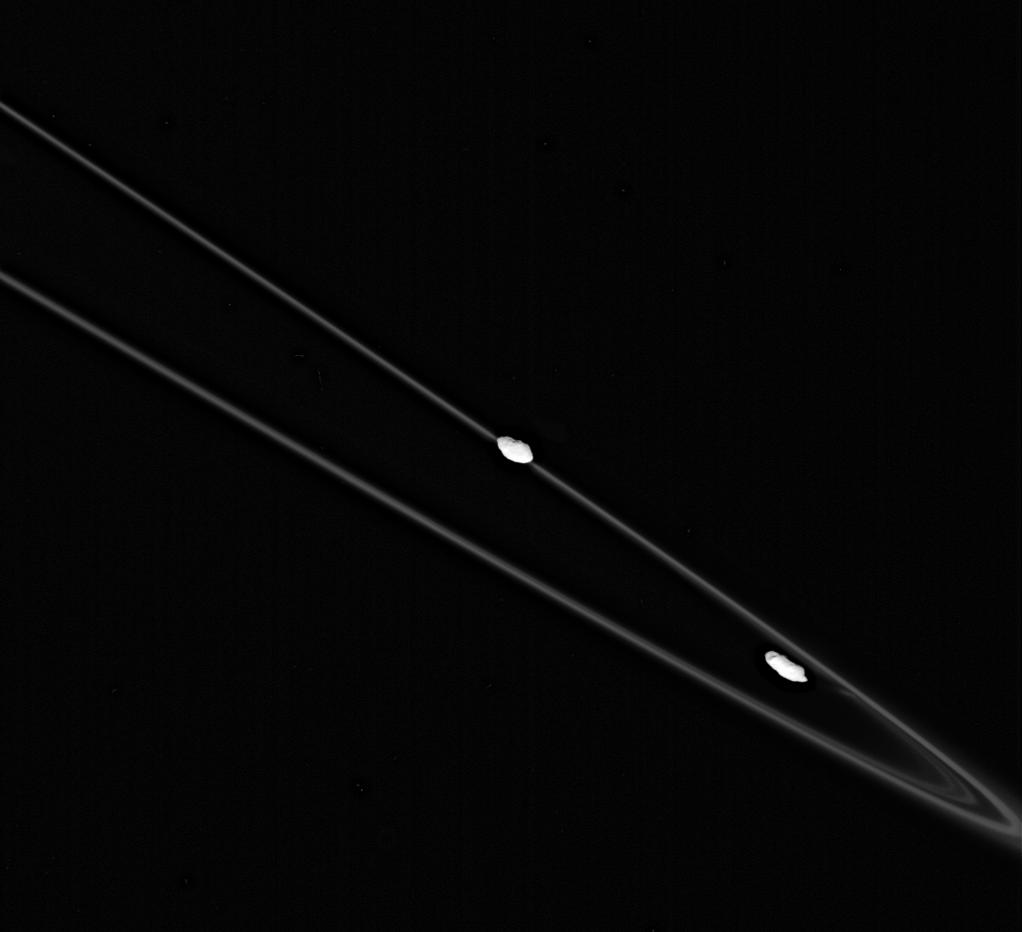
Prometheus (rechts) aus 483.500 km Entfernung und Pandora (links) aus 459.000 km (Cassini, 29. Oktober 2005)

Prometheus umkreist Saturn auf einer prograden, fast perfekt kreisförmigen Umlaufbahn in einem mittleren Abstand von 139.353 km. Die Bahnexzentrizität beträgt 0,0022, die Bahn ist 0° gegenüber dem Äquator von Saturn geneigt, liegt also fast genau in der Äquatorebene des Planeten. Durch die niedrige Exzentrizität variiert die Bahn in der Entfernung zu Saturn um nur rund 600 km.
Prometheus umläuft Saturn in etwa 14 Stunden, 43 Minuten und benötigt damit etwa 16 Minuten mehr als sein innerer Nachbar Atlas.

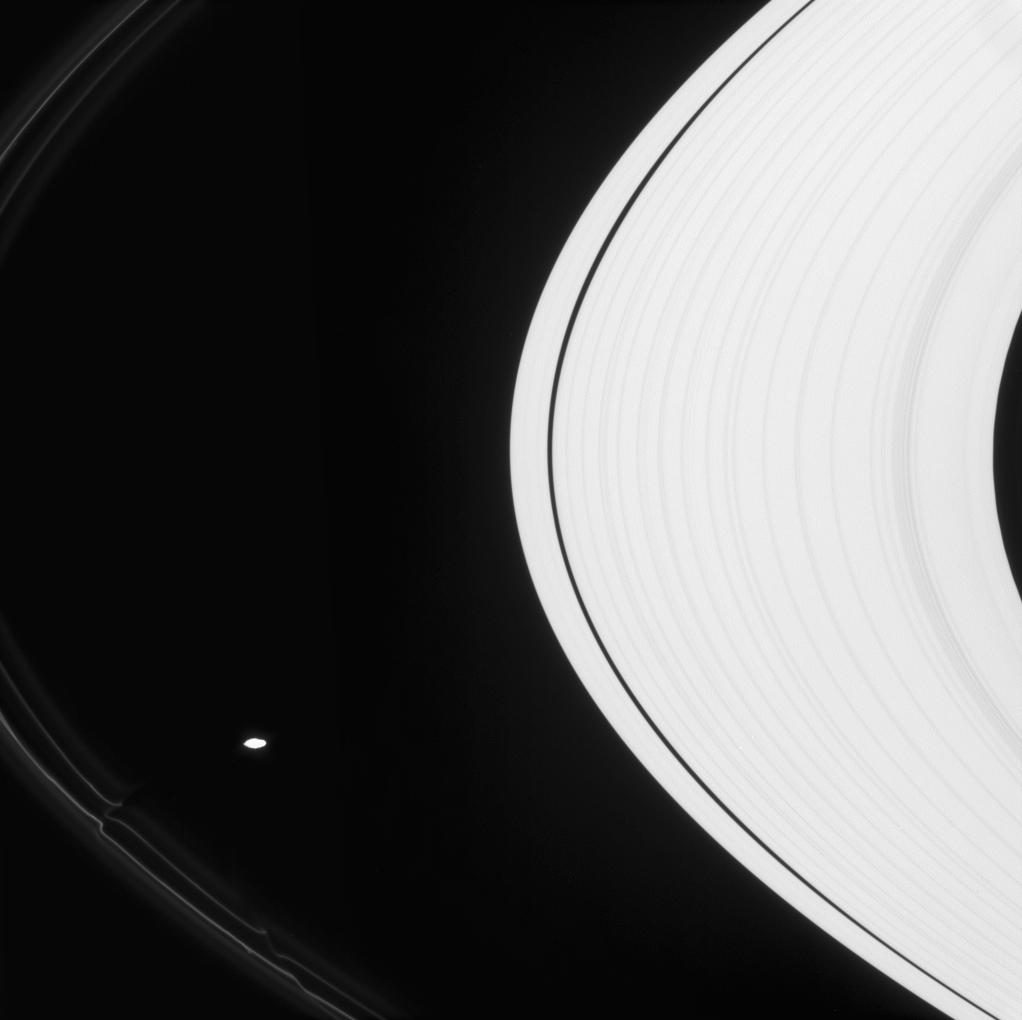
Prometheus und Roche-Teilung (Cassini)

Der Mond markiert das äußere Ende der 2.605 km breiten nach Édouard Albert Roche benannten Roche-Teilung, die den A-Ring vom F-Ring trennt, und läuft dabei etwa 800 km innerhalb des 1979 von der Raumsonde Pioneer 11 entdeckten schmalen lichtschwachen F-Rings um den Planeten.
Prometheus wirkt als Schäfermond auf den außen laufenden F-Ring. Er verursacht bei seiner Apoapsis beziehungsweise seiner Annäherung an den F-Ring Deformationen in Form von Knicken und Knoten im Ring, während er mit seiner Gravitation über kurze Zeiträume Material aus ihm herauszieht. Dieser Vorgang hinterlässt einen dunklen Kanal (sogenannte „Keplersche Scherung“) im inneren Teil des Ringes, da die Umlaufzeit von Prometheus kürzer ist als das weiter außen laufende Material des F-Rings. Jeder neu produzierte Kanal befindet sich etwa 3,2° vor dem einen Umlauf zuvor produzierten Kanal und hinterlässt so ein kontinuierliches Muster.
Andererseits wirkt sich Prometheus vor allem auch stabilisierend auf den F-Ring aus; er hält von innen und Pandora von außen den Ring in seiner schmalen Form, und die Vereinigung der anziehenden Kräfte dieser beiden Monde verhindert, dass der Staub sich in die Breite verteilt.

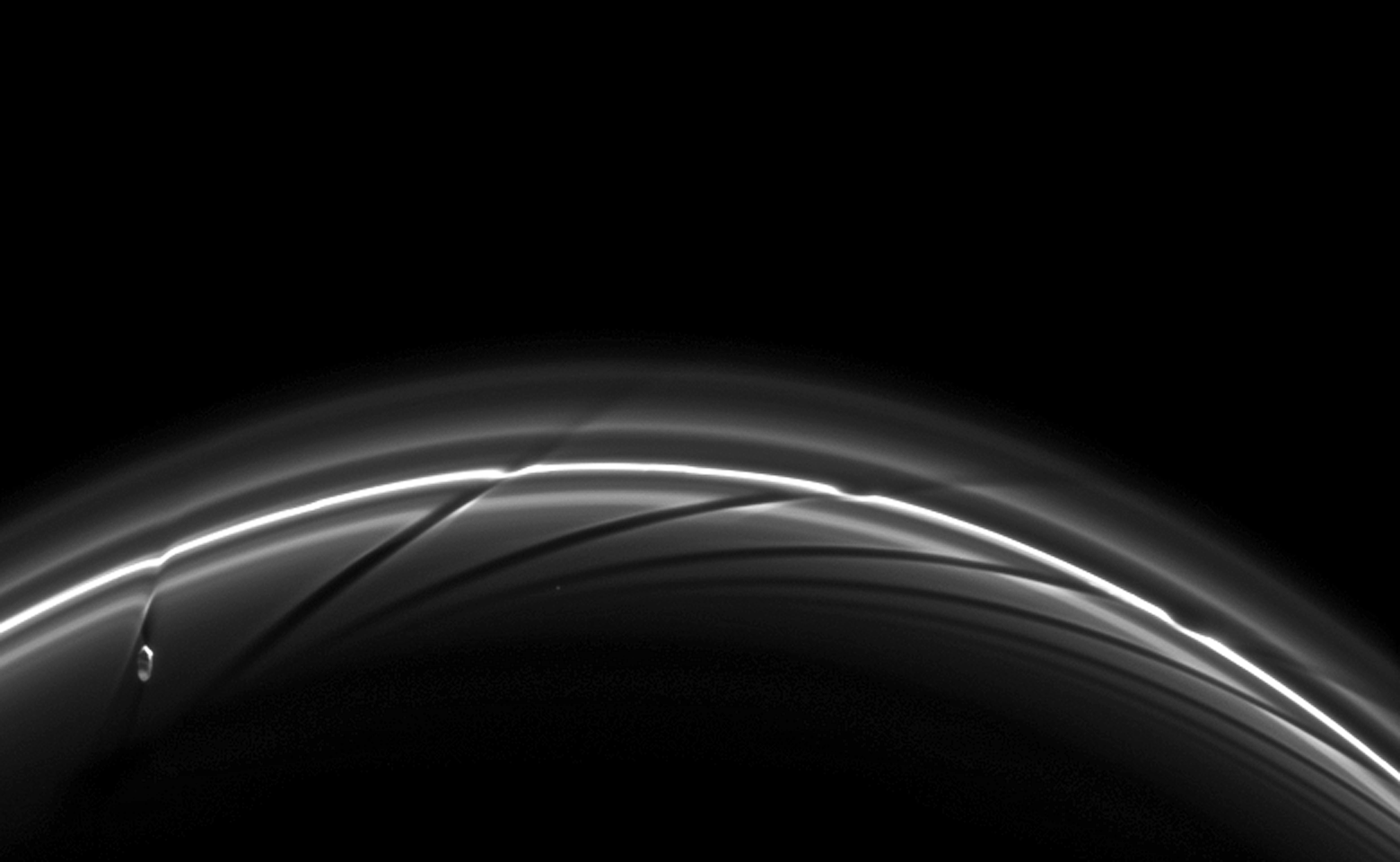
Prometheus produziert Kanäle im F-Ring
(Cassini, 1. Juni 2010, Entfernung 1,3 Mio. km)

Die Umlaufbahn von Prometheus erscheint chaotisch; sie ist eine Konsequenz von vier 121:118-Bahnresonanzen mit Pandora. Die merklichsten Änderungen in der Umlaufbahn findet etwa alle 6,2 Jahre statt, wenn die Apoapsis von Prometheus mit der Periapsis von Pandora auf einer Linie liegt und die beiden Körper eine Distanz von etwa 1.400 km trennt. Prometheus selbst stört die Umlaufbahn des inneren Nachbarn Atlas signifikant, mit dem er sich in einer 54:53-Bahnresonanz befindet. Dies führt zu Abweichungen der Atlas-Bahn in der Länge von bis zu 600 km (~0,25°) von der präzessierenden Keplerbahn mit einer Periode von grob 3 Jahren. Außerdem befindet sich Prometheus nahe einer 16:15-Resonanz mit Pan mit einer Periode von 108 Tagen und einer Amplitude von etwa 3 km in Richtung des Orbits.
Im Jahr 2004 wurde ein lichtschwacher dünner Saturnring entdeckt („Ringlet“), der sich etwa 480 km innerhalb der Bahn von Prometheus befindet und den provisorischen Namen R/2004 S 2 erhielt.

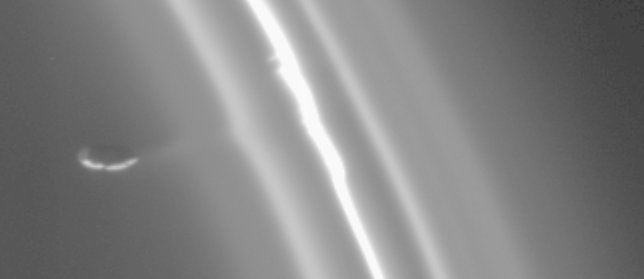
Prometheus zieht aus dem F-Ring Material
(Cassini, 29. Oktober 2004, Entfernung 782.000 km)

2008 wurden weitere Dynamiken in diesem System entdeckt, die darauf hinweisen, dass kleine „Moonlets“ innerhalb des F-Rings Saturn umlaufen. Diese Moonlets, die vorläufig als S/2004 S 3 und S/2004 S 4 (die möglicherweise derselbe Körper sind und seither nicht mehr gesichtet wurden) und S/2004 S 6 bezeichnet werden, sind wahrscheinlich Verklumpungen von Ringmaterial und passieren wegen Bahnstörungen durch Prometheus kontinuierlich den schmalen und dichtesten Kern des Ringes.
Der Mond umläuft Saturn innerhalb eines kritischen Abstandes, der sogenannten Roche-Grenze, was einen größeren Mond in diesem Bereich zum Zerbersten bringen würde. Wahrscheinlich wird Prometheus nur aufgrund seiner geringen Größe oder einem lockeren inneren Aufbau von diesem Schicksal bewahrt.

## Physikalische Eigenschaften

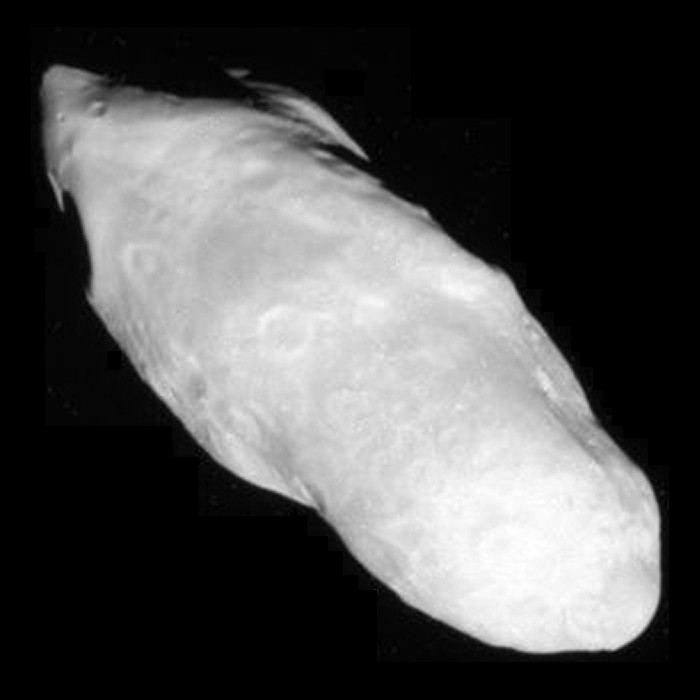
Führende Hemisphäre von Prometheus (Cassini, 26. Dezember 2009, Entfernung 59.000 km)

### Größe
Prometheus hat einen mittleren Durchmesser von 86,2 km. Auf den Aufnahmen der Cassini- und Voyager-Sonden erscheint Prometheus als ein sehr unregelmäßig geformtes, extrem längliches Objekt mit Abmessungen von 126 × 80 × 60 km (Er ist also mehr als doppelt so lang wie breit), wobei die Längsachse auf Saturn ausgerichtet ist.
Von der Größe her ist Prometheus am ehesten mit Epimetheus oder dem Uranusmond Portia zu vergleichen.
Die Gesamtfläche von Prometheus beträgt schätzungsweise 23.340 km², dies ist etwas mehr als die Fläche von Slowenien oder Israel.

### Innerer Aufbau
Seine mittlere Dichte ist mit 0,48 g/cm³ weitaus geringer als die der Erde und sogar wesentlich niedriger als die Dichte von Saturn; sie ist so niedrig, dass Prometheus auf Wasser schwimmen würde. Dies weist darauf hin, dass der Mond überwiegend aus Wassereis zusammengesetzt ist.

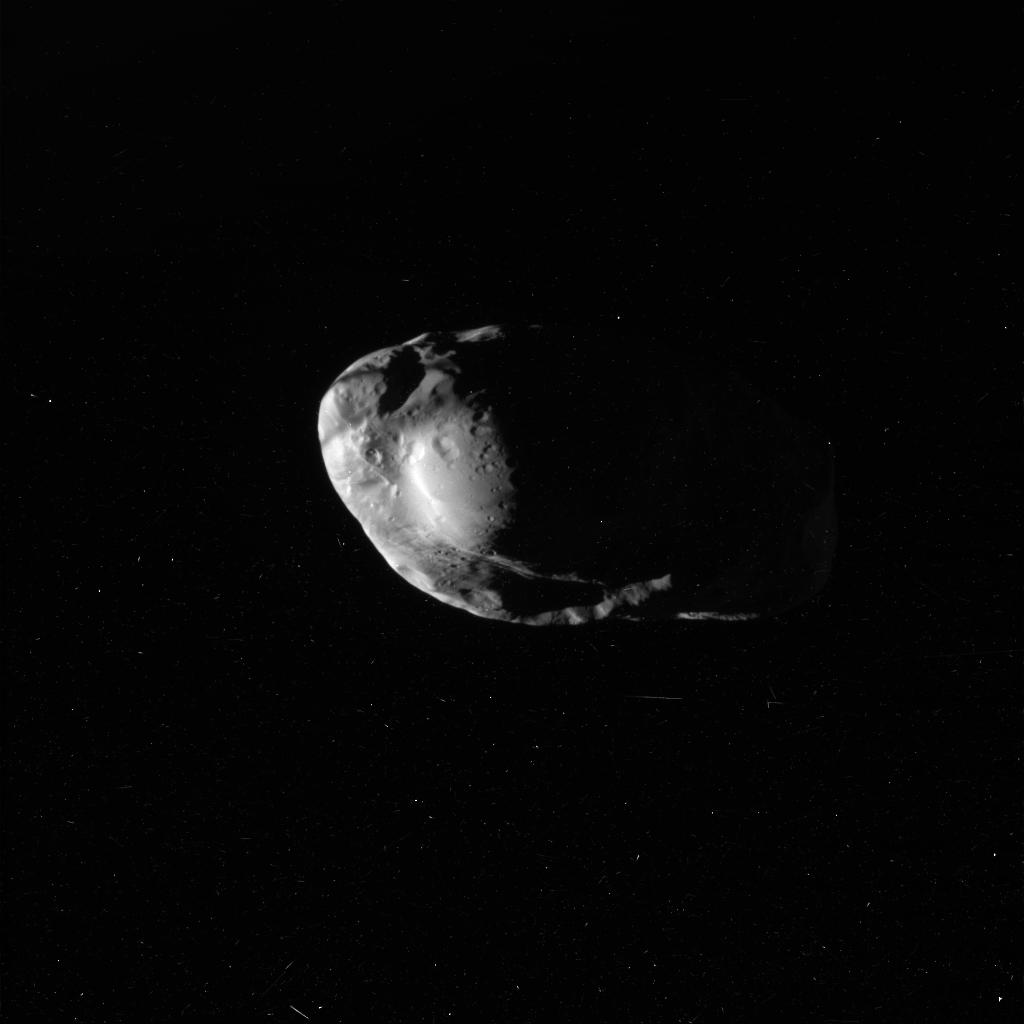
Prometheus (Cassini, 27. Januar, Entfernung 36.000 km)

Dass Prometheus Saturn innerhalb der Roche-Grenze umläuft, weist darauf hin, dass er entweder eine sehr feste innere Struktur hat, oder dass er zu den porösen sogenannten Rubble Piles gehört, die durch die vergleichsweise schwache Gravitation im Innern Hohlräume aufweisen. Durch die extrem niedrige mittlere Dichte ist die letztgenannte Hypothese wahrscheinlicher.

### Oberfläche
Auf der Oberfläche von Prometheus befinden sich Höhenzüge, Täler und Einschlagkrater bis zu 20 km Durchmesser. Er ist allerdings weniger verkratert als die benachbarten Monde Pandora, Epimetheus und Janus. Die Krater wirken im Allgemeinen sanfter als die seiner unmittelbaren Nachbarn, was womöglich mit dem Ansammeln von Material aus dem F-Ring zu tun hat, das die Krater einebnet.
Prometheus besitzt eine relativ hohe Albedo von etwa 0,6, was bedeutet, dass er eine sehr helle Oberfläche besitzt, die 60 % des eingestrahlten Sonnenlichts reflektiert. An seiner Oberfläche beträgt die Schwerebeschleunigung 0,006 m/s², dies entspricht etwa 0,6 ‰ der irdischen.

## Erforschung

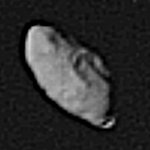
Prometheus:
Beste Voyager-2-Aufnahme von 1981

Prometheus weist eine scheinbare Helligkeit von 15,8m auf. Seit der Entdeckung und der Bestätigung 1980 und den Voyager-Vorbeiflügen wurde Prometheus von erdgebundenen Teleskopen sowie vom Hubble-Weltraumteleskop untersucht und seine Bahnpararameter konnten dadurch präzisiert werden.
Prometheus wurde bislang von drei Raumsonden besucht, namentlich von den Vorbeiflugsonden Voyager 1 am 12. November 1980 und Voyager 2 am 25. August 1981 sowie dem Saturn-Orbiter Cassini, der seit dem 1. Juli 2004 den Saturn umkreist. Prometheus wurde von Cassini mehrmals ins Visier genommen, sodass seine Größe und Form sowie seine orbitalen Parameter mittlerweile ziemlich genau bekannt sind. Die nächsten Vorbeiflüge von Cassini ereigneten sich während des 47. Umlaufs um Saturn am 28. Juni 2007, als die Sonde Prometheus in einer Entfernung von 16.539 km passierte und zwischen Dezember 2009 und Januar 2010 zwischen dem 122. und 125. Umlauf in einer minimalen Entfernung von 36.000 km. Dabei konnten einige gut aufgelöste Aufnahmen gemacht werden.